# Fédération d'athlétisme de l'Inde
La Fédération d'athlétisme de l'Inde (en anglais Athletics Federation of India) est la fédération nationale d'athlétisme de l'Union indienne. Son siège est à New Delhi rue Panchkuian, Palika Place. Son président actuel est M. L. Adam.
Elle est l'héritière de l'Amateur Athletic Federation of India (AAFI) créée en 1946 sur initiative du maharadjah Yadavindra Singh, l'alors président de l'Association olympique indienne (IOA) et du prof. G. D. Sondhi, son premier président.